# Белоярская АЭС
Белоя́рская а́томная электроста́нция им. И. В. Курчатова (БАЭС) — российская атомная электростанция.
Расположена в Свердловской области в 3,5 км от города Заречный и 45 км от Екатеринбурга.
Для охлаждения конденсаторов турбин БАЭС было создано Белоярское водохранилище.
На БАЭС имеются четыре энергоблока. Энергоблоки № 1 и № 2 с реакторами на тепловых нейтронах АМБ-100 и АМБ-200 остановлены и находятся в процессе подготовки к выводу из эксплуатации; энергоблоки № 3 и № 4 с реакторами на быстрых нейтронах БН-600 и БН-800 находятся в стадии текущей эксплуатации.
БАЭС — первая коммерческая АЭС в СССР, первая в СССР ядерная электростанция большой мощности и вторая в СССР промышленная атомная электростанция.
БАЭС получила мировую известность в связи с многолетней успешной эксплуатацией энергетического реактора на быстрых нейтронах. В настоящее время БАЭС — флагман стратегического направления развития атомной отрасли по переходу к замкнутому ядерно-топливному циклу.
Установленная мощность БАЭС на 2018 год — 1,485 ГВт, что составляет около 16 % генерации электроэнергии Свердловской области. Выработка электроэнергии в 2018 году составила 8,8 млрд кВт⋅ч.

## История
- 9 июня 1954 — Министерством электростанций СССР было утверждено задание на строительство в 50 км к востоку от Екатеринбурга (Свердловска) тепловой электростанции. Возникший при строительстве теплоэлектростанции посёлок был отнесён к категории рабочих посёлков и стал называться посёлок Заречный. В настоящее время это город Заречный Свердловской области.
- июль 1955 — распоряжением Совета Министров РСФСР Управлению «Свердловэнерго» Министерства электростанций СССР под строительство тогда ещё Белоярской ГРЭС и её зоны затопления было выделено 2653,6 га земель из государственного лесного фонда (леса II группы)[5].
- август 1955 — начались строительные работы, сама стройка была объявлена Всесоюзной ударной комсомольской стройкой.
- 1957 — принято решение о строительстве атомной электростанции в Белоярском районе. Техпроект Белоярской АЭС был разработан на основе проектного задания, выполненного Ленинградским отделением «Теплоэлектропроекта», при участии Ленинградского политехнического института. Проект был утверждён 15 июля коллегией Министерства электростанций. Проектная мощность составляла 400 МВт.
- 1958 — река Пышма была перекрыта плотиной.
- 14 марта 1961 — построенный гидроузел пущен в эксплуатацию.
- 1963 — закончено сооружение первого реактора мощностью 100 МВт. Технический проект 2-го энергоблока мощностью 200 МВт был разработан на основе проектного задания, созданного «Уралтеплоэнергопроектом» в 1960 году.
- Апрель 1964 года — пуск энергоблока № 1 с реактором на тепловых нейтронах АМБ-100 («Атом Мирный Большой» электрической мощностью 100 МВт).
- 1967 — закончены строительные и монтажные работы по 2-му энергоблоку.
- 27 декабря 1967 года — пуск энергоблока № 2 с реактором на тепловых нейтронах АМБ-200 («Атом Мирный Большой» электрической мощностью 200 МВт).
- 1968 — начато строительство энергоблока № 3 с реактором мощностью 600 МВт.
- 8 апреля 1980 — пуск энергоблока № 3 с реактором на быстрых нейтронах БН-600. Приветствие участникам строительства БАЭС от генерального секретаря ЦК КПСС, председателя Президиума Верховного Совета СССР Л. И. Брежнева зачитал первый секретарь Свердловского обкома КПСС Б. Н. Ельцин[6].
- 1981 — энергоблок № 1 остановлен в связи с выработкой ресурса.
- 1989 — энергоблок № 2 остановлен в связи с технико-экономической нецелесообразностью приведения к современным требованиям безопасности.
- 1989 — строительство энергоблока № 4 с реактором БН-800 законсервировано на неопределённое время.
- 1997 — получена лицензия Госатомнадзора на сооружение энергоблока № 4.
- 2001 — возобновлены работы на площадке строительства энергоблока № 4.
- 2006 — началось финансирование строительства энергоблока № 4 из федерального бюджета.
- 2010 — получена лицензия на дополнительный срок эксплуатации энергоблока № 3 с реактором БН-600 до 2020 года.
- 2014 — завершилось строительство энергоблока № 4
- 27 июня 2014 — состоялся физический пуск реактора БН-800.
- 2015 — энергоблок № 4 с реактором на быстрых нейтронах БН-800 включён в энергосистему.
- 2017 — начался вывоз отработавшего ядерного топлива (ОЯТ) первого и второго энергоблоков БАЭС на переработку.

## Энергоблоки
| Энергоблок   | Тип реакторов | Мощность | Мощность | Начало строительства | Подключение к сети | Коммерческий пуск | Закрытие   |
| Энергоблок   | Тип реакторов | Чистая   | Брутто   | Начало строительства | Подключение к сети | Коммерческий пуск | Закрытие   |
| ------------ | ------------- | -------- | -------- | -------------------- | ------------------ | ----------------- | ---------- |
| Белоярская-1 | АМБ-100       | 102 МВт  | 108 МВт  | 01.06.1958           | 26.04.1964         | 26.04.1964        | 1981       |
| Белоярская-2 | АМБ-200       | 146 МВт  | 160 МВт  | 01.01.1962           | 29.12.1967         | 01.12.1969        | 15.04.1990 |
| Белоярская-3 | БН-600        | 560 МВт  | 600 МВт  | 01.01.1969           | 08.04.1980         | 01.11.1981        |            |
| Белоярская-4 | БН-800        | 820 МВт  | 885 МВт  | 18.07.2006           | 10.12.2015         | 31.10.2016        |            |
| Белоярская-5 | БН-1200М      | 1130 МВт | 1220 МВт | 2027(план)           | 2035(план)         |                   |            |

### АМБ-100 и АМБ-200

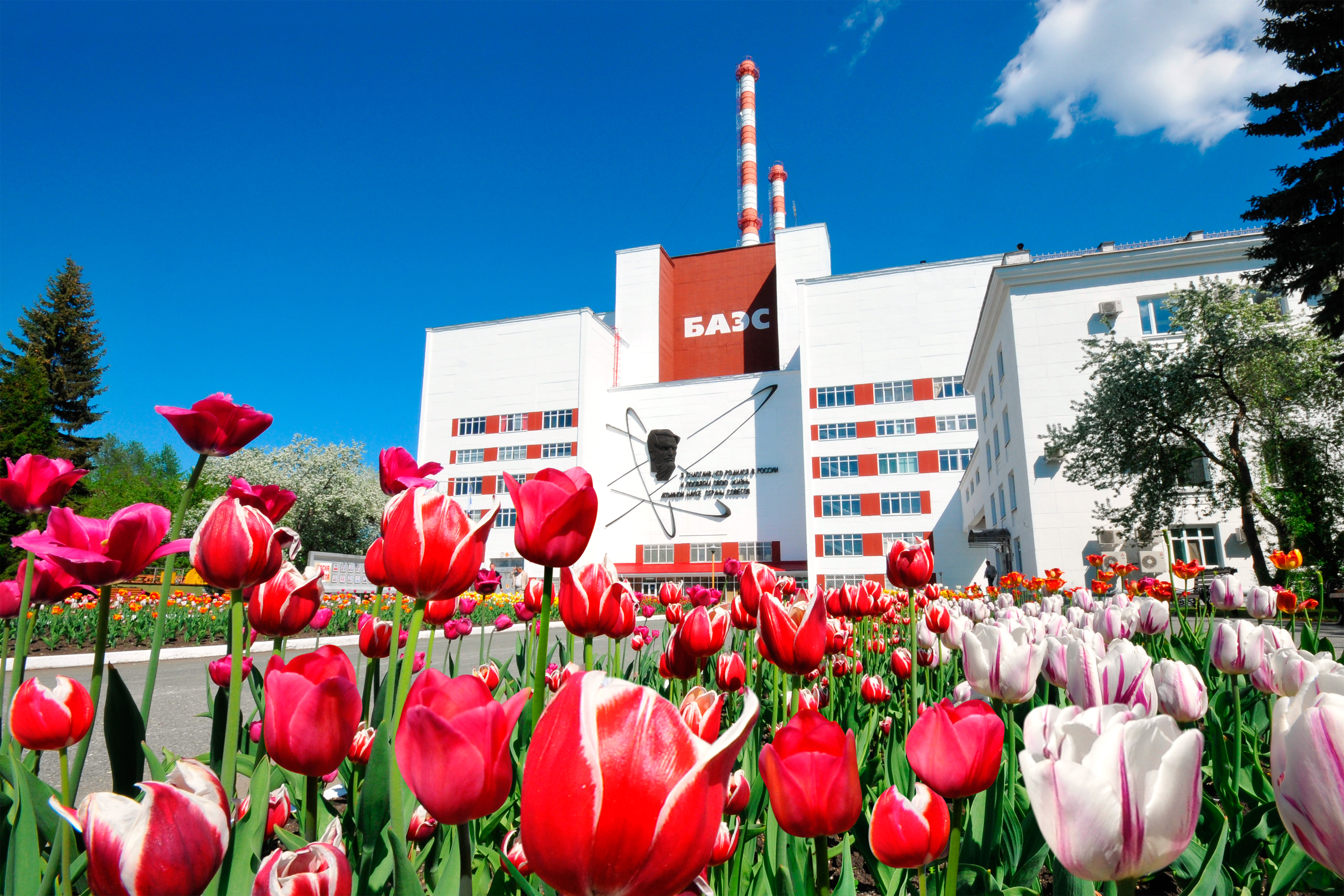
Первая очередь БАЭС (реакторы АМБ-100 и АМБ-200)

Энергоблоки № 1 и № 2 с водографитовыми канальными реакторами АМБ-100 и АМБ-200 эксплуатировались до выработки ресурса с 1964 по 1981 год и с 1967 по 1989 год, соответственно. За это время работы энергоблок № 1 произвёл 8,73 млрд кВт*ч электроэнергии, энергоблок № 2 — 22,24 млрд кВт*ч. Также реакторы снабжали теплом город Заречный.
Реакторы АМБ-100 и АМБ-200 (Атом Мирный Большой) стали развитием реактора АМ-1 первой в мире Обнинской атомной электростанции. Как и АМ-1 это были кипящие канальные реакторы с графитовым замедлителем и охлаждением водой. Для улучшения энергетических параметров осуществлялся перегрев пара. АМБ-200 отличался изменённой компоновкой реактора и отказом от двухконтурной схемы охлаждения, что позволило увеличить его мощность.
Эксплуатация энергоблоков позволила отработать технологию для создания более мощных энергоблоков с канальными реакторами, реакторы АМБ стали предшественниками большой серии РБМК, а также ЭГП-6.
В 2017 году начался вывоз отработавшего ядерного топлива (ОЯТ) первого и второго энергоблоков БАЭС на ПО «Маяк» для переработки.

### БН-600 и БН-800
Энергоблоки № 3 и № 4 БАЭС эксплуатируют реакторы на быстрых нейтронах типа БН. 
Оба энергоблока построены по трёхконтурной схеме. Теплоносителем реакторов является жидкий натрий, циркулирующий по первому и второму контурам.
По физическим параметрам реакторы БН-600 и БН-800 обладают свойством естественной («внутренне присущей») безопасности: в случае превышения допустимых параметров работы ядерная реакция самозатухает и реактор самозаглушается без участия человека или автоматики. 

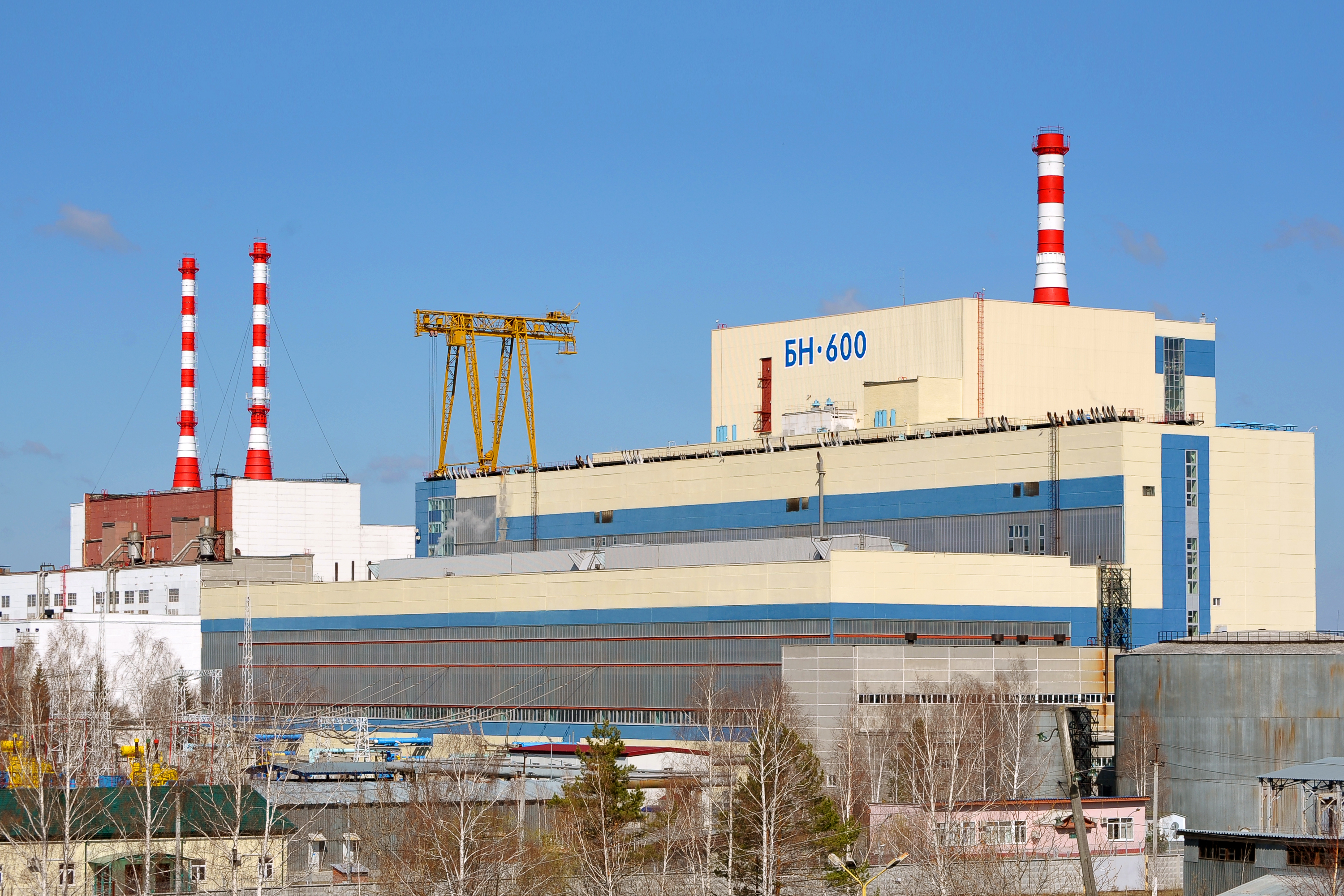
БН-600

Энергоблок № 3 с реактором БН-600 был включён в энергосистему 8 апреля 1980 года. Энергоблок надёжно и безаварийно проработал 30 лет, после глобальной модернизации в 2010 году срок его эксплуатации был продлён до апреля 2020 года с правом последующего продления до 2025—2030 гг. Также в ходе модернизации энергоблока лопатки турбин были заменены на современные более длинные аналоги, в результате чего электрическая мощность энергоблока возросла с изначальных 600 до 625 МВт. В 2024 году в Ростехнадзор поданы документы на продление эксплуатации до 2040 года.
Энергоблок № 4 с реактором БН-800 был включён в энергосистему 10 декабря 2015 года в 21:21 по местному времени (19:21 мск). Проект БН-800 предусматривает дополнительные (по сравнению с БН-600) системы безопасности. Энергоблок призван существенно расширить топливную базу атомной энергетики за счёт неиспользуемого сегодня изотопа природного урана, а также минимизировать радиоактивные отходы за счёт организации замкнутого ядерно-топливного цикла. В сентябре 2022 года реактор блока № 4 впервые был выведен на полную мощность, будучи полностью загруженным МОКС-топливом.
В 2016 году авторитетный американский журнал «Power» присудил энергоблоку с реактором на быстрых нейтронах БН-800 премию лучшей атомной станции 2016 года.

## Воздействие на окружающую среду

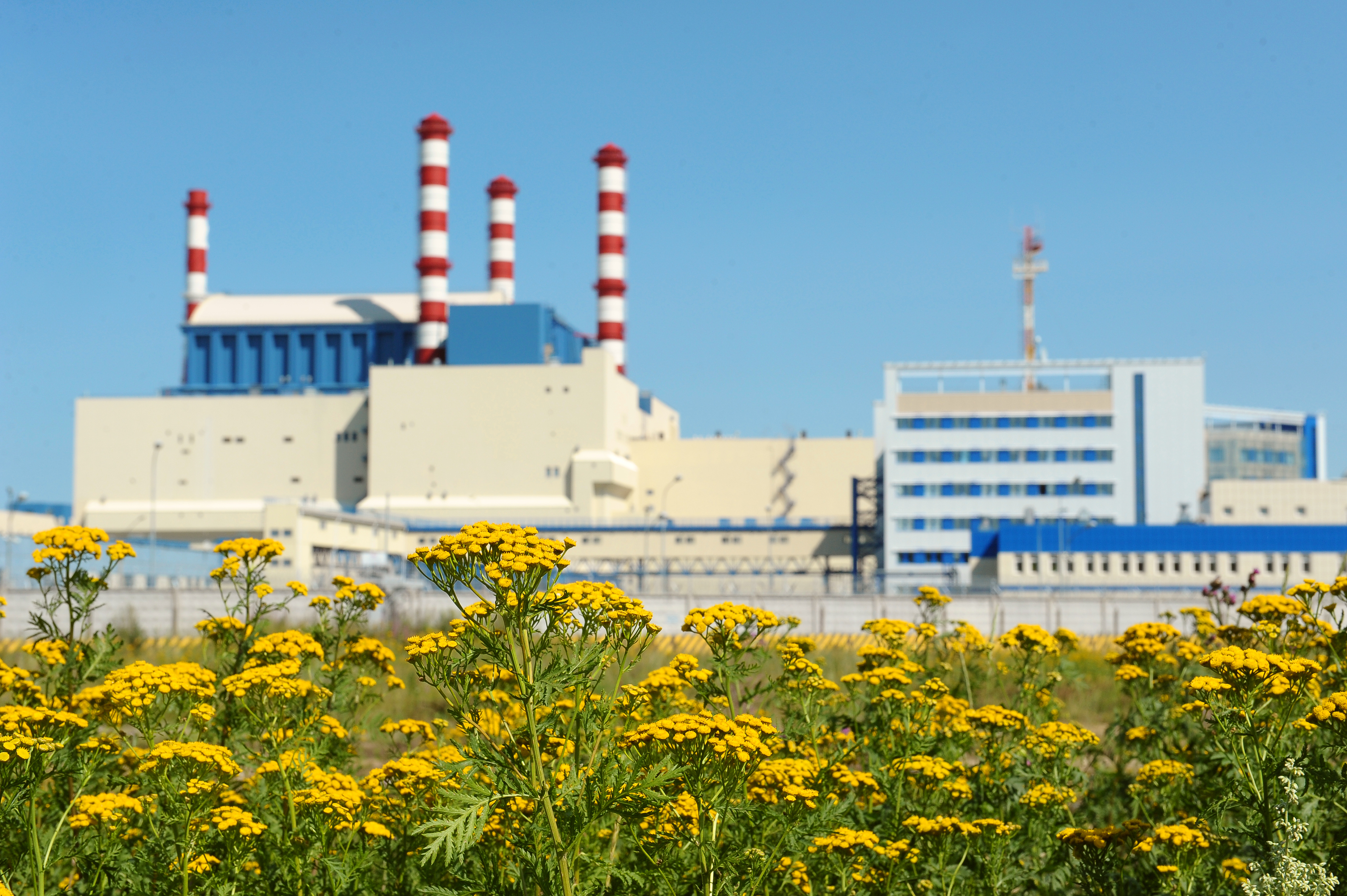
БН-800

Радиационное воздействие БАЭС на окружающую среду находится на уровне сотых долей процента от допустимого для АЭС, в основном за счёт выхода неопасных инертных газов (аргон, криптон, ксенон). Выход остальных радионуклидов практически отсутствует. Реакторы БН признаны[кем?] одними из самых экологически чистых ядерных реакторов в мире.[значимость факта?]
БАЭС ежегодно публикует годовой отчёт по экологической безопасности.[значимость факта?]

## Происшествия
- В 1964—1974 годах неоднократно случалось разрушение тепловыделяющих сборок активной зоны реактора на первом блоке АЭС[23].
- В 1977 году произошло расплавление 50 % тепловыделяющих сборок активной зоны реактора АМБ-200 на втором блоке АЭС[23].
- В ночь с 30 на 31 декабря 1978 года произошёл крупный пожар в машинном зале энергоблока № 2[24][25]. Причина пожара — обрушение кровли на масляные баки турбины. Предполагается что кровля упала в связи с ошибками строительства и экстремальными морозами[26].
- 22 декабря 1992 года при перекачке жидких радиоактивных отходов было затоплено помещение обслуживания насосов ХЖО, часть радиоактивных вод попала в грунт под ХЖО и по дренажной системе — в пруд-охладитель. Общая их активность — 6 мКи[23].
- 7 октября 1993 года на третьем энергоблоке произошла разгерметизация вспомогательной системы первого контура в необслуживаемом помещении. За пределы технологического помещения энергоблока радиоактивные вещества не вышли[27].
- 5 мая и 6 июня 1994 года произошли утечки нерадиоактивного натрия из второго контура реактора БН-600, в обоих случаях утечка привела к возгоранию[источник не указан 2074 дня].
- 18 августа 2019 года по штатному алгоритму был отключён энергоблок № 4 из-за срабатывания системы автоматической защиты[28]. Причиной отключения энергоблока послужило ложное срабатывание одной из защитных систем[29].[значимость факта?]
- 23 марта 2021 года в 14:00 по местному времени на БАЭС сработала защитная система, отключившая 4-й энергоблок[30]. Причиной срабатывания защиты стали замечания в работе тепломеханического оборудования, к 1 апреля 2021 года реактор включён в сеть на номинальном уровне мощности.[источник не указан 564 дня][значимость факта?]
- 4 мая 2021 года в 11:45 по мск. действием автоматики был отключен 4-й энергоблок АЭС[31]. 2 июля 2021 года 4 энергоблок был запущен в штатном режиме после ремонта электротехнического оборудования.[источник не указан 564 дня][значимость факта?]

## Персонал
На ноябрь 2019 года на БАЭС работают 2634 человека, из них более 70 % имеют высшее или среднее профессиональное образование.

### Руководители АЭС
- Колмановский Моисей Львович (1955—1963)[32]
- Невский Владимир Петрович (18.05.1963 — 11.09.1973)[32]
- Малышев Вадим Михайлович (11.09.1973 — 02.09.1986)[32]
- Сараев Олег Макарович (02.09.1986 — 11.02.2002)[32]
- Ошканов Николай Николаевич (12.02.2002 — 12.02.2010)[32]
- Баканов Михаил Васильевич (15.02.2010[32] — 22.05.2015)
- Сидоров Иван Иванович (22.05.2015[33] — 23.06.2025)
- Носов Юрий Валентинович (с 23.06.2025) [34]

## Особенности
- Белоярская АЭС эксплуатирует сразу два энергоблока с реакторами на быстрых нейтронах промышленного уровня мощности (БН-600 и БН-800).
- «Именная» АЭС. 11 февраля 1960 года, ЦК КПСС и Совет Министров СССР присвоили БАЭС имя Игоря Васильевича Курчатова, основоположника отечественной атомной отрасли. 20 апреля 1969 года на здании главного корпуса 1-й очереди БАЭС открыт барельеф с портретом Курчатова и цитатой «Я счастлив, что родился в России и посвятил свою жизнь атомной науке страны Советов».
- Имеет «именную» турбину. В знак признательности за активное информационное сопровождение строительства и пуска энергоблока № 3 одной из трёх турбин (станционный номер ТГ-4) присвоено имя газеты «Уральский рабочий».